# Джонс, Клаудия
Клаудия Джонс (англ. Claudia Jones, урождённая Клаудия Вера Камбербэтч (англ. Claudia Vera Cumberbatch); 21 февраля 1915 — 24 декабря 1964) — журналистка и активистка коммунистического и феминистического толка родом из Тринидада и Тобаго. Автор концепции «тройного угнетения»: классового, расового и гендерного.
В детстве она переехала со своей семьёй в США, где стала участницей коммунистического и афроамериканского движений под псевдонимом Джонс в качестве «самозащитной дезинформации». Из-за политического преследования коммунистов в США она была депортирована в 1955 году и впоследствии проживала в Соединённом Королевстве. В 1958 году она основала первую крупную британскую чёрную газету West Indian Gazette.

## Биография

### Ранние годы на Тринидаде и переезд в США
Клаудия Вера Камбербэтч родилась в Белмонте, Порт-оф-Спейн, Тринидад, 21 февраля 1915 года. Когда ей было девять лет, её семья эмигрировала в Нью-Йорк после послевоенного падения цен на какао в Тринидаде. Её мать умерла пять лет спустя в возрасте 37 лет, а отец с трудом пытался найти постоянную работу. Во время учёбы в средней школе Клаудия получила премию Теодора Рузвельта за хорошую гражданственность. В 1932 году из-за плохих жилищных условий она заболела туберкулёзом, от непоправимых осложнений которого страдала до конца жизни. Она окончила школу, но её семья была настолько бедна, что они не могли позволить себе присутствовать на выпускной церемонии.
Несмотря на свои академические успехи, как женщина-иммигрантка она была серьёзно ограничена в выборе профессии. Вместо поступления в колледж ей пришлось устроиться работать в прачечной, а впоследствии найти другую работу в розничной торговле в Гарлеме. В это время она присоединилась к театральному кружку и начала вести колонку под названием «Комментарии Клаудии» для гарлемского журнала.

### Чёрная феминистка в Компартии США
В 1936 году, участвуя в кампании в защиту «Парней из Скоттсборо», она искала организации, поддерживающие их, и вступила в Лигу молодых коммунистов США. В 1937 году она присоединилась к редакции Daily Worker, поднявшись к 1938 году до редактора Weekly Review. Когда в годы Второй мировой войны американский комсомол был преобразован в Американскую молодёжь за демократию, Джонс стала редактировать ежемесячный журнал организации Spotlight. После войны Джонс стала исполнительным секретарём Национальной комиссии женщин, секретарём женкомиссии Коммунистической партии США, а в 1952 году заняла ту же должность в Национальном совете мира. В 1953 году она приняла на себя редактирование издание Negro Affairs.
Будучи членом Коммунистической партии США и чернокожей феминисткой, Джонс сочетала понимание классовой борьбы с различными видами угнетения. Соответственно, она говорила о тройном угнетении чернокожих женщин — концептуализации проблем расы, класса и пола в марксистском свете. Она сосредоточилась на «антиимпериалистической коалиции под руководством рабочего класса, подпитываемой вовлечением женщин». Коммунистическая партия часто пренебрегала трудностями женщин в поиске и обеспечении работой, и Джонс сосредоточился на большем внимании партии к проблемам чёрных и белых женщин. Она выступала за программы профессионального обучения, равную оплату за равный труд, государственный контроль за ценами на продукты питания и финансирование программ по уходу за детьми в военное время. Джонс поддерживала подкомитет для решения «женского вопроса» и настаивала на развитии в компартии теоретической подготовки женского актива, организации женщин в массовые организации, занятиях для женщин и фондах помощи женщинам с детьми.

### Концепция «Тройного угнетения»
Наиболее известная статья Джонс «Конец пренебрежению проблемами негритянской женщины!» вышла в июньском выпуске 1949 года Political Affairs («Политических вопросов» — теоретического журнала КП США) и была посвящена «борьбе с белым шовинизмом». Это демонстрирует развитие ей того, что позже стало называться «интерсекциональным» анализом в рамках марксизма. В ней она писала:

"Отличительной чертой нынешнего этапа развития движения за освобождение чернокожих является рост активного участия чёрных женщин во всех аспектах борьбы за мир, гражданские права и экономическую безопасность. Симптомом является тот факт, что чернокожие женщины стали символами чёрных людей. Рост воинственности среди чёрных женщин имеет огромное значение, как для освободительного движения чернокожих, так и для создания антифашистской, антиимпериалистической коалиции.
Для того, чтобы правильно понять эту воинственность, чтобы углубить и расширить роль чернокожих женщин в борьбе за мир, за интересы рабочего класса и чёрных людей, нужно, для начала, преодолеть грубое пренебрежение особыми проблемами черных женщин. Это пренебрежение слишком долго пронизывало ряды рабочего движения вообще, а также прогрессивных левых и коммунистическую партию. Серьёзнейшая оценка этих недостатков, сделанная прогрессивными людьми, особенно марксистами-ленинистами, жизненно необходима, если мы хотим помочь ускорить это развитие и интегрировать чернокожих женщин в прогрессивное рабочее движение и нашу собственную партию.
Буржуазия боится чернокожей женщины готовой к борьбе, и у них для этого есть веские причины. Капитализм знает и, кажется, намного лучше, чем многие прогрессивные движения, что, как только чёрные женщины начинают принимать участие в чём-то, то воинственный дух всей чёрной нации, а с ним и вся антиимпериалистическая коалиция, во много раз усилятся.
Исторически, чёрные женщины были защитницами в чёрных семьях. Начиная с дней работорговли и до сегодняшнего времени чернокожие женщины несут заботу о нуждах своей семьи, закрывая их как от ударов оскорблений Джима Кроу, так и воспитывая детей, живя в атмосфере террора, сегрегации и жестокости полиции, ежедневно сражаясь за образование детей.
«Усиление угнетения чернокожих людей, которое было отличительной чертой послевоенной реакции, не могло не привести к усилению воинственности чернокожих женщин. Черные женщины, как матери, трудящиеся и чернокожие, сражались против уничтожения собственных семей, против существования гетто Джима Кроу, уничтожавшего здоровье, мораль и жизни миллионов их сестёр, братьев и детей.

В этом свете становится понятно, почему американская буржуазия усилила угнетение не только чернокожих людей вообще, но черных женщин в частности. Ничего так не показывает стремление нации к фашизации, как бездушное поведение, которое буржуазия показывает и культивирует в отношении черных женщин».

### Преследование и депортация из США
Будучи избранным членом Национального комитета Коммунистической партии США, Джонс также организовывала и выступала на мероприятиях. Из-за её деятельности в компартии за ней установилась слежка ФБР, а во время антикоммунистической кампании в январе 1948 года она была арестована и приговорена к первому из четырёх заключений в тюрьме. Заключённой в тюрьму на острове Эллис, ей угрожали депортацией в Тринидад (многие годы она пыталась получить гражданство, но всякий раз ей отказывали из-за членства в КП США).
После слушания в Службе иммиграции и натурализации она была признана виновной в нарушении Закона Маккаррана за то, что являлась иностранкой (не гражданкой США), вступившей в Коммунистическую партию. Несколько свидетелей обвинения заявили о её роли в партийной деятельности, и сама она идентифицировала себя как член партии с 1936 года, тогда как процесс её регистрации как иностранки в соответствии с Законом о регистрации иностранцев закончился только 24 декабря 1940 года. Приказ о её выдворении из страны вышел 21 декабря 1950 года.
В 1951 году, в возрасте 36 лет, в ожидании депортации в женской тюрьме, она перенесла свой первый сердечный приступ. В том же году её судили и осудили вместе с 11 другими, включая её подругу Элизабет Герли Флинн, за «неамериканскую деятельность» в соответствии с Законом Смита (касающегося «действий против правительства Соединенных Штатов»). Верховный суд США отказался рассматривать их апелляцию.
В 1955 году началось последнее американское заключение Джонс длительностью год и один день в Федеральном исправительном учреждении для женщин в Олдерсоне, Западная Вирджиния. Многие общественные деятели (включая её друга Поля Робсона), члены общины и коммунистические организации встали на её защиту, требуя освобождения ослабленной условиями содержания Джонс из тюрьмы и предоставления ей медицинской помощи. Она была освобождена 23 октября 1955 года, пока готовился приказ о депортации.
Ей было отказано во въезде в Тринидад и Тобаго, отчасти потому, что британский колониальный губернатор генерал-майор Хьюберт Элвин Ранс счёл, что «она может оказаться проблематичной». В конечном итоге ей по гуманитарным соображениям предложили проживание в Великобритании. 7 декабря 1955 года в отеле Тереза в Гарлеме состоялось её прощание с американскими товарищами, куда пришли 350 человек, чтобы проводить её, выразить свою солидарность и приверженность к продолжению.

### Деятельность в Великобритании
Джонс прибыла в Лондон через две недели. Несмотря на то, что она долгое время находилась в больнице, она продолжала развивать свою деятельность. Она стала членом Коммунистической Партии Великобритании и присоединилась к Вест-индийскому форуму. Когда она вовлеклась в политическую жизнь Великобритании, она была разочарована тем, что многие британские коммунисты были враждебны к чернокожей женщине.
В это время в Великобритании многие домовладельцы, магазины и даже некоторые правительственные учреждения вывешивали таблички с запретом входа «для ирландцев, цветных и собак». Джонс стала активно участвовать в жизни британского афрокарибского сообщества и его борьбе за равные права. В 1958 году она стала одной из основательниц Вест-Индийской ассоциации рабочих и студентов и газеты West Indian Gazette and Afro-Asian Caribbean News (WIG).
В августе 1958 года, через четыре месяца после запуска WIG, произошли массовые беспорядки в Ноттинг-Хилле и Робин Гуд Чейз, Ноттингем. Ввиду расового анализа этих событий британской прессой, Джонс начала получать визиты от представителей чёрной британской общины, а также от различных национальных лидеров, в том числе Чедди Джагана из Британской Гвианы, Нормана Мэнли из Ямайки, Эрика Уильямса из Тринидада и Тобаго, а также Филлиса Шэнд Олфри и Карла Ла Корбинера из Вест-Индской федерации.
В результате Джонс указала на необходимость «смыть вкус Ноттинг-Хилла и Ноттингема с наших уст». Был предложен формат ежегодного мероприятия для чёрного сообщества — в форме карнавала. Джонс использовала свои связи, чтобы использовать Ратушу Сент-Панкрас в январе 1959 года для первого карнавала на основе Марди-Гра; постановщиком выступил Эдрик Коннор, который в 1951 году организовал появление Тринидадского перкуссионного оркестра на Фестивале Британии; это событие транслировалось по всей стране на BBC. Эти ранние торжества были воплощены под лозунгом: «Народное искусство — это порождение его свободы».
При поддержке своих друзей Тревора Картера, Надии Кэттауз, Эми Эшвуд Гарви, Берил МакБерни, Перл Прескод и своего пожизненного наставника Поля Робсона Джонс боролась против расизма в сфере жилья, образования и занятости. Она выступала на митингах за мир и в акциях Британского конгресса тред-юнионов, а также посетила Японию, СССР, где побывала на женской конференции, и Китай, где встретилась с Мао Цзэдуном.
В начале 1960-х годов, на фоне ухудшающегося состояния здоровья, Джонс помогла организовать кампании против законопроекта об иммигрантах Содружества (принятого в апреле 1962 года), затруднявшего въезд небелых людей в Великобританию. Она также проводила кампанию за освобождение Нельсона Манделы и выступала против расизма на рабочих местах.

### Смерть и память
Джонс умерла в канун Рождества 1964 года, в возрасте 49 лет, и была найдена в своей квартире на Рождество. Посмертное заключение указало на то, что она перенесла сердечный приступ из-за болезней сердца и туберкулеза.
Её похороны 9 января 1965 года стали большой политической демонстрацией, и место для захоронения было выбрано так, чтобы быть расположенным слева от могилы её героя, Карла Маркса, на Хайгейтском кладбище в Северном Лондоне. На надгробном камне Джонс написано: «Доблестный борец с расизмом и империализмом, посвятившая свою жизнь прогрессу социализма и освобождению своего чёрного народа».